# Kikomun Creek Park
Kikomun Creek Park är en park i Kanada.   Den ligger i provinsen British Columbia, i den södra delen av landet, 3 000 km väster om huvudstaden Ottawa. Kikomun Creek Park ligger 762 meter över havet. Den ligger vid sjön Lake Koocanusa.
Terrängen runt Kikomun Creek Park är kuperad åt sydväst, men åt nordost är den platt. Kikomun Creek Park ligger nere i en dal. Trakten runt Kikomun Creek Park är nära nog obefolkad, med mindre än två invånare per kvadratkilometer.. Närmaste större samhälle är Elko, 12,2 km nordost om Kikomun Creek Park. 
I omgivningarna runt Kikomun Creek Park växer i huvudsak barrskog.